# São Gião
São Gião é uma povoação portuguesa sede da Freguesia de São Gião do Município de Oliveira do Hospital, freguesia com 14,19 km² de área e 341 habitantes (censo de 2021), tendo, por isso, uma densidade populacional de 24 hab./km².
Foi curato de apresentação do comentador de S. Tomé de Penalva, tendo pertencido à vila de Penalva de Alva, até à reforma administrativa operada pelo decreto de 6 de Novembro de 1836, tendo transitado para o concelho de Sandomil, o qual foi posteriormente extinto em 1855, e passou a integrar o concelho de Seia. A partir de 13 de Janeiro de 1898, foi transferido para o concelho (atual município) de Oliveira do Hospital.
O seu nome é um hagiotopónimo derivado de São Julião, proveniente do seu padroeiro, com o tempo alterado para Santulhão dando origem ao nome actual
Pertence à rede de Aldeias de Montanha.

## Localização

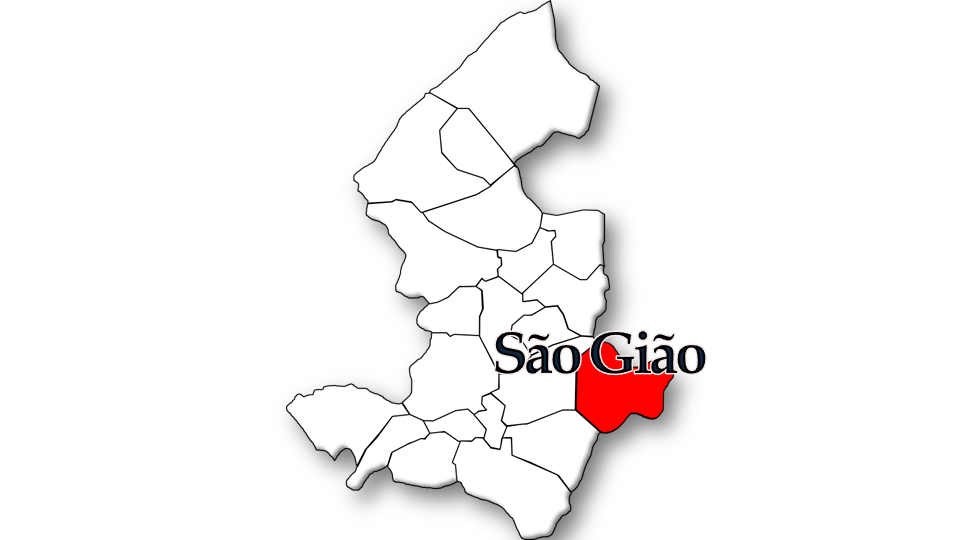
Localização da freguesia no Município de Oliveira do Hospital

Em termos geográficos, localiza-se a 40.3330° N, 7.8000° W numa altitude de 704m (Pinhal Interior Norte, uma sub-região da Região Centro, na antiga província da Beira Alta). Encontra-se no Vale do Alva, vale escavado pelo Rio Alva, afluente do Rio Mondego (nasce na Serra da Estrela e desagua na Figueira da Foz), bem como entre as ribeiras de Vide e de Alvoco (afluente, por sua vez, do Rio Alva). Sito na confluência da Serra da Estrela e da Serra do Açor.
Encontra-se na fronteira este do Distrito de Coimbra (com o Distrito da Guarda), pertencendo desta forma à região das Beiras (de uma forma específica pertence à Beira Litoral bem como à Beira Interior - existindo uma contradição de critérios na classificação do município relativamente a estas duas regiões, devido à sua localização central, pelo que diferentes fontes referem diferentes classificações). É a freguesia mais a este do município e do distrito.
Dista, sensivelmente, da sede de município (Oliveira do Hospital) 10 km e da sede do distrito (Coimbra) 84 km, ficando a cerca de 300 km de Lisboa.

## Demografia
A população registada nos censos foi:
| Distribuição da População por Grupos Etários | Distribuição da População por Grupos Etários | Distribuição da População por Grupos Etários | Distribuição da População por Grupos Etários | Distribuição da População por Grupos Etários |
| -------------------------------------------- | -------------------------------------------- | -------------------------------------------- | -------------------------------------------- | -------------------------------------------- |
| Ano                                          | 0-14 Anos                                    | 15-24 Anos                                   | 25-64 Anos                                   | > 65 Anos                                    |
| 2001                                         | 54                                           | 56                                           | 261                                          | 203                                          |
| 2011                                         | 30                                           | 39                                           | 187                                          | 169                                          |
| 2021                                         | 23                                           | 23                                           | 129                                          | 166                                          |

## Localidades
Esta freguesia é composta por várias localidades:
- Alentejo
- Barroca
- Covão
- Chã
- Mosteiro (parcialmente)
- Parceiro
- Rio de Mel
- São Gião

## Cultura e Património
Aproveitando os recursos naturais abundantes desta zona serrana, farta em bosques e pinhais, como em recursos hídricos (que levaram à construção de inúmeras fontes, e à prospecção de rios e ribeiros), possui uma parque de campismo e praias fluviais (rio Alva) classificado com duas estrelas dispondo de hotel, apartamentos, campismo, restaurante, entre outros, bem com existem na freguesia habitações para turismo rural.
É também possível visitar grutas naturais, como as grutas do Penedo da Moura.
Na zona entre São Gião e o lugar da Carvalha, fica situado o Radiotelescópio de São Gião; com 9,3 metros de diâmetro, é actualmente o maior radiotelescópio privado de Portugal continental, e é utilizado para fins educativos e pesquisas astronómicas.
Possui um património arquitectónico vasto e rico, como por exemplo: 
- Igreja Matriz de São Gião (também denominada por Catedral das Beiras), Igreja Paroquial de São Gião (1756-1795, Classificada como MIP - Monumento de Interesse Público, pela Portaria n.º 740-BH/2012, DR, 2.ª série, n.º 248 (suplemento), de 24-12-2012.);[10][11][12]
- Ponte em arco de estilo Romano no interior da localidade e ponte de arco triplo de acesso à localidade (Estrada Municipal M515), sobre o Rio Alva;
- Cruzeiro do Calvário (1878);
- Solares (como o Solar dos Viscondes de Valongo, 1737, Solar Gerty Tomás da Costa, Séc. XVIII, e o Solar das Massas, destruído por incêndio em Outubro de 2017);

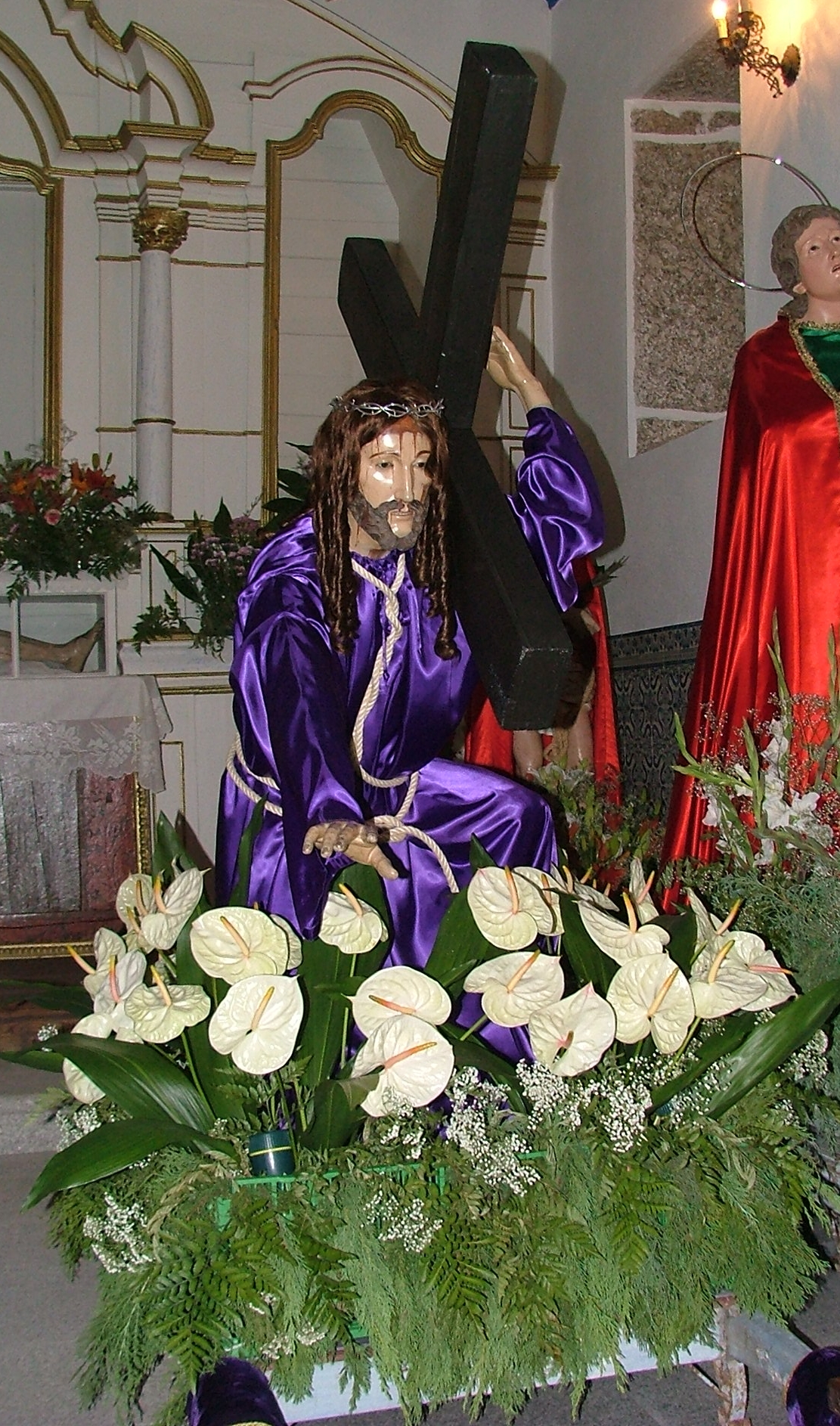
Nosso Senhor dos Aflitos na capela a si dedicada em São Gião.

- Capela do Senhor dos Aflitos (1853);[11]
- Capela da Senhora da Criação (Séc. XVII);[11]
- Capela de São Sebastião (Séc. XVI);[11]
- Capela de Santo Estevão, no Rio de Mel;
- Capela da Nossa Senhora dos Remédios, no Rio de Mel;
- Capela da Nossa Senhora do Livramento, no Rio de Mel;
- Capela da Nossa Senhora da Fé, Rio de Mel;
- Capela da Nossa Senhora das Febres, no Parceiro;
- Capela de São Caetano, no Parceiro;
- Capela das Alminhas, Malhada;
- Frontaria da Capela dos Viscondes de Valongo (Séc. XVIII, apenas persiste a frontaria, transformada em residência)
- Alminhas (como a Alminha da Ponte, Alminha do Castelo ou Alminha da Lameira);
- Fontes (Fonte da Lameira - a mais antiga da localidade, data de 1833 -, Fonte do Castelo - 1933 -, Fonte da Igreja, Fonte do Senhor dos Aflitos, Fonte de São Sebastião, Fonte do Fundo do Povo, Fonte do Ribeiro, Fonte da Escola, Fonte do Chafariz, Fonte de Louro);
- Possíveis vestígios de estrada Romana (carece de confirmação oficial).

A povoação, composta por 488 edifícios, está divida em 2 zonas: a zona antiga, a Sul e junto do centro (onde se localiza a Igreja Matriz), tradicional, composta essencialmente por casa de pedra e taipa, rústicas, e onde se encontram os antigos e opulentos casarões de abastadas famílias, e uma zona mais recente, a Norte, com construções mais modernas.
Apresenta produção própria de artesanato tradicional, como cestaria, e produtos alimentares, como o Queijo da Serra da Estrela (apresenta certificação e encontra-se agrupada na Região Demarcada do Queijo da Serra da Estrela). É representado musicalmente pela Escola de Música da Banda Filarmónica Sangianense, com mais de 150 anos de história, tendo possuído, igualmente, um rancho folclórico e um grupo desportivo.
A Igreja Matriz foi construída em 1795, nos tempos de D. Maria I, tendo a fachada sido reconstruída no início do século XX (1916) devido à sua derrocada. O seu estilo é barroco, sendo o tecto composto por 102 painéis, atribuídos a Pascoal Parente, um italiano então a residir em Coimbra. Os retábulos ostentam talha dourada.
São Julião é o orago que se venera nesta freguesia. Associa-se a São Julião que viveu no século III, em Antioquia, e dedicou a sua vida, em colaboração com Basilissa (sua esposa),  à assistência aos pobres e necessitados, chegando mesmo a transformar a sua casa num hospício. Demonstrou dedicação pelos assuntos da Igreja, o que poderá ter provocado desaprovação por todos os que eram pagãos na época. Esse mesmo sentimento deverá ter levado Marciano, um governador de Antioquia, a prende-lo e puni-lo, sendo a sua sentença, percorrer as ruas da cidade amarrado, como forma de mostrar a punição exercida sobre os cristãos. Pensa-se que se manteve fiel à sua fé cristã e aos seus princípios, o que levou à continuidade das respectivas torturas, causa da sua morte.
Possui várias festas anuais em honra a diversos santos, associadas às respectivas capelas. Em São Gião honram-se 3 santos: no dia 20 de Janeiro (Domingo mais próximo desta data) honra-se São Sebastião, em Agosto (4.º Domingo do mês) honra-se o padroeiro Senhor dos Aflitos, e no dia 15 de Novembro (Domingo mais próximo desta data) é a vez da Senhora da Criação receber as celebrações. No Rio de Mel festeja-se a Senhora dos Remédios no final de Maio/Início de Junho, e no Parceiro têm lugar os festejos em honra da Senhora das Febres em Junho. Cada festividade é realizada numa capela distinta, associada ao respectivo padroeiro.
A economia local é sustentada pelo comércio, indústria têxtil e civil, exploração florestal (com incidência na resinagem), agricultura, pecuário e lacticínios.

## Acessibilidade
Esta localidade é apenas acessível por estrada. A estrada principal de acesso é a Nacional 17 (N17), futura IC7. As vias rápidas mais próximas são a IP3 (podendo ser acedida pela IC6 ou IC12). A Estrada Municipal de acesso à freguesia é a M515 (sendo, no entanto, necessário cruzar as estradas municipais M506 e M514 para aceder à N17 e sede do município).
A linha de caminho de ferro mais próxima é a linha das Beiras, estando a região servida pelas paragens e apeadeiros de Nelas (30 km, Norte), Carregal do Sal (30 km, Noroeste) e Santa Comba Dão (40 km, Noroeste).
Os aeródromos mais próximos encontram-se em Coja (município de Arganil, a Sudoeste) e Pinhanços (município de Seia, a Nordeste), ambos distando cerca de 20 km da freguesia.
É acessível a partir da autoestrada A1, saindo em Coimbra Norte para apanhar a IP3 sentido Viseu. Após 30 km, e na confluência do Rio Alva ao Rio Mondego (perto da barragem da Aguieira), sair para a IC6 (sentido Covilhã, Guarda, Oliveira do Hospital), que termina, após 14 km, na N17 (IC7) por onde se deve continuar até perto de Oliveira do Hospital (OH). Após chegar ao cruzamento para OH continuar em frente na N17, e após 200m, virar à direita, para a estrada M506, sentido S.Gião e Vale do Alva. Esta estrada termina num cruzamento com a estrada M514, devendo seguir em frente (Sentido S.Gião e não Penalva de Alva). Ao chegar ao limite do município, encontra um novo cruzamento, devendo virar à direita para a M515 (Ponte Romana), sentido S.Gião e Parque de Campismo. Após 2 km encontra-se em S.Gião (dando esta estrada - M515 - ligação às restantes localidades da freguesia, bem como à estrada N230, sentido Covilhã).

## Heráldica
Conforme o parecer emitido a 2 de Maio de 2001 e publicação em Diário da República N.º186 de 16 de Agosto de 2001, a freguesia de São Gião apresenta a seguinte ordenação heráldica: 
- Brasão: escudo de púrpura, torre sineira de prata, aberta e lavrada de negro, com sino de ouro, entre uma estrela de prata e uma lira de ouro; em ponta, um molho de três espigas de milho de ouro, folhadas de prata. Coroa mural de prata de três torres. Listel branco, com a legenda a negro: "S. GIÃO".
- Bandeira: amarela. Cordão e borlas de ouro e púrpura. Haste e lança de ouro.
- Selo: os termos da Lei, com a legenda "Junta de Freguesia de São Gião-Oliveira do Hospital".
- Escudo: escudo de púrpura.
- Coral Mural: cural moral de prata de três torres.
- Listel: listel branco, com a legenda a negro "S. GIÃO".
- Torre Sineira: torre sineira de prata, aberta e lavrada de negro, com sino de ouro. Representa a "Catedral das Beiras", ex-libris da freguesia, a sua monumentalidade e a religiosidade dos seus habitantes.
- Estrela: à dextra, uma estrela de prata. Representa a Serra da Estrela, onde está localizada a freguesia.
- Lira: à sinistra, uma lira de ouro. Representa a Filarmónica Sangianense, fundada há mais de 150 anos, e todas as colectividades responsáveis pela tradição e pela divulgação cultural e musical da freguesia.
- Espiga de Milho: em ponta, um molho de três espigas de milho de ouro, folhadas a prata. Representa a agricultura, com especial destaque para a produção cerealífera.

## Galeria de imagens

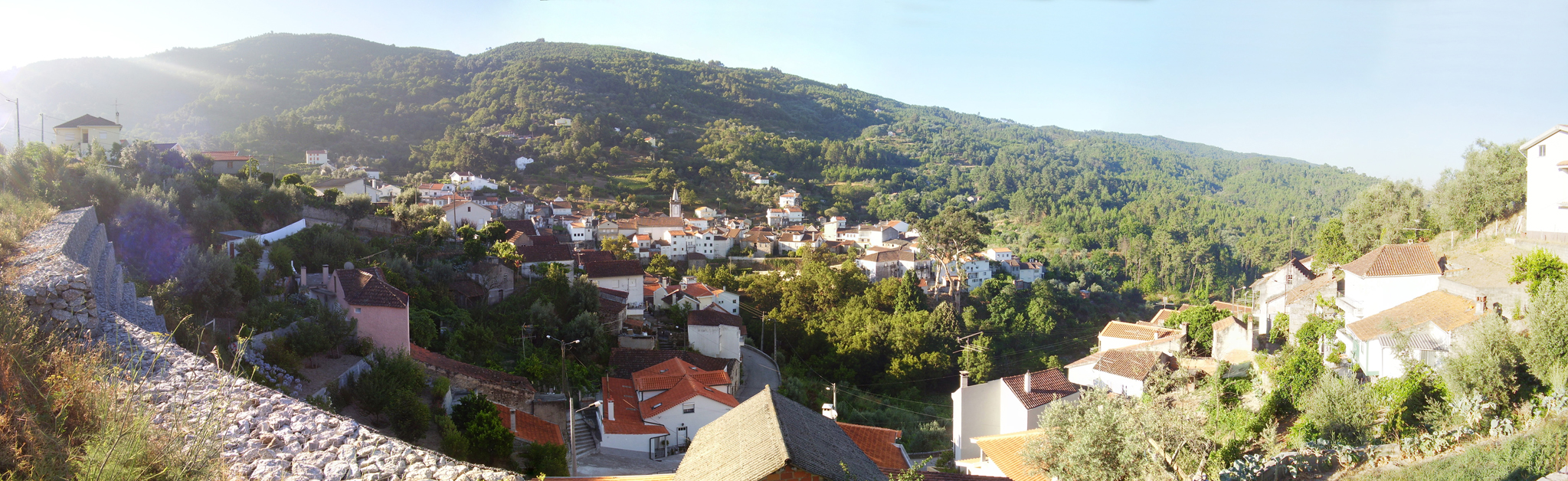
Vista Panorâmica da aldeia.
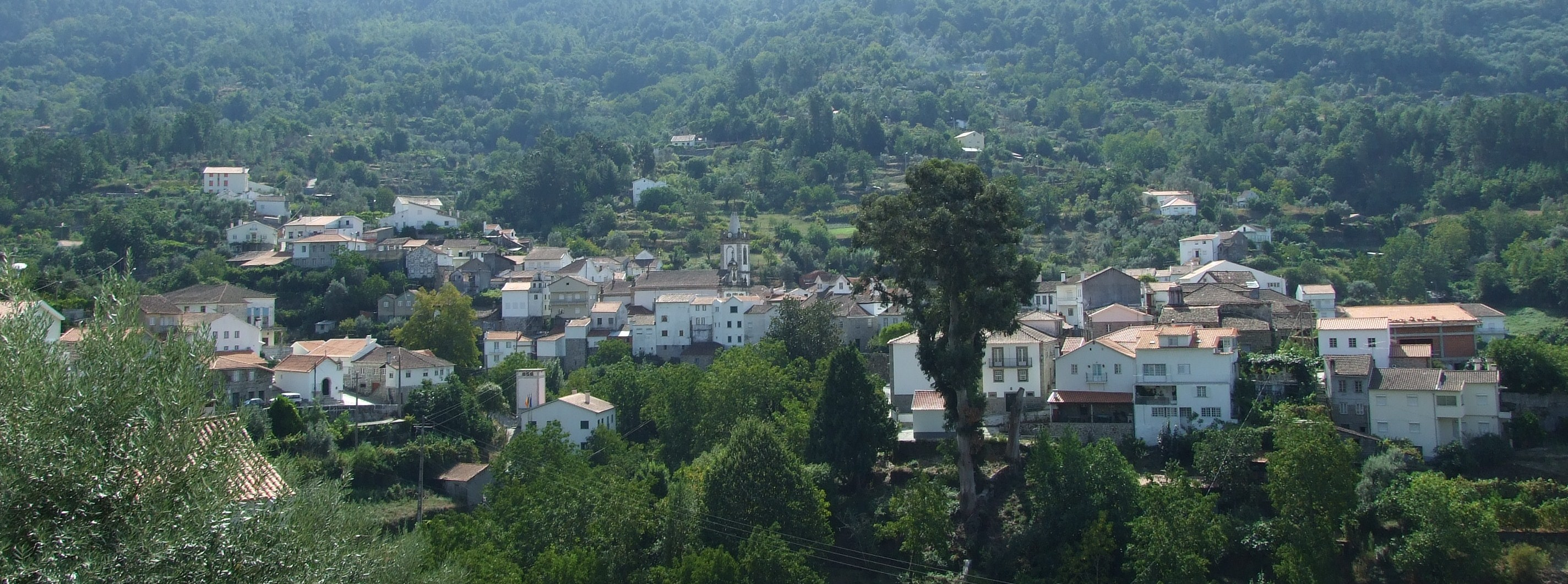
Vista geral da aldeia
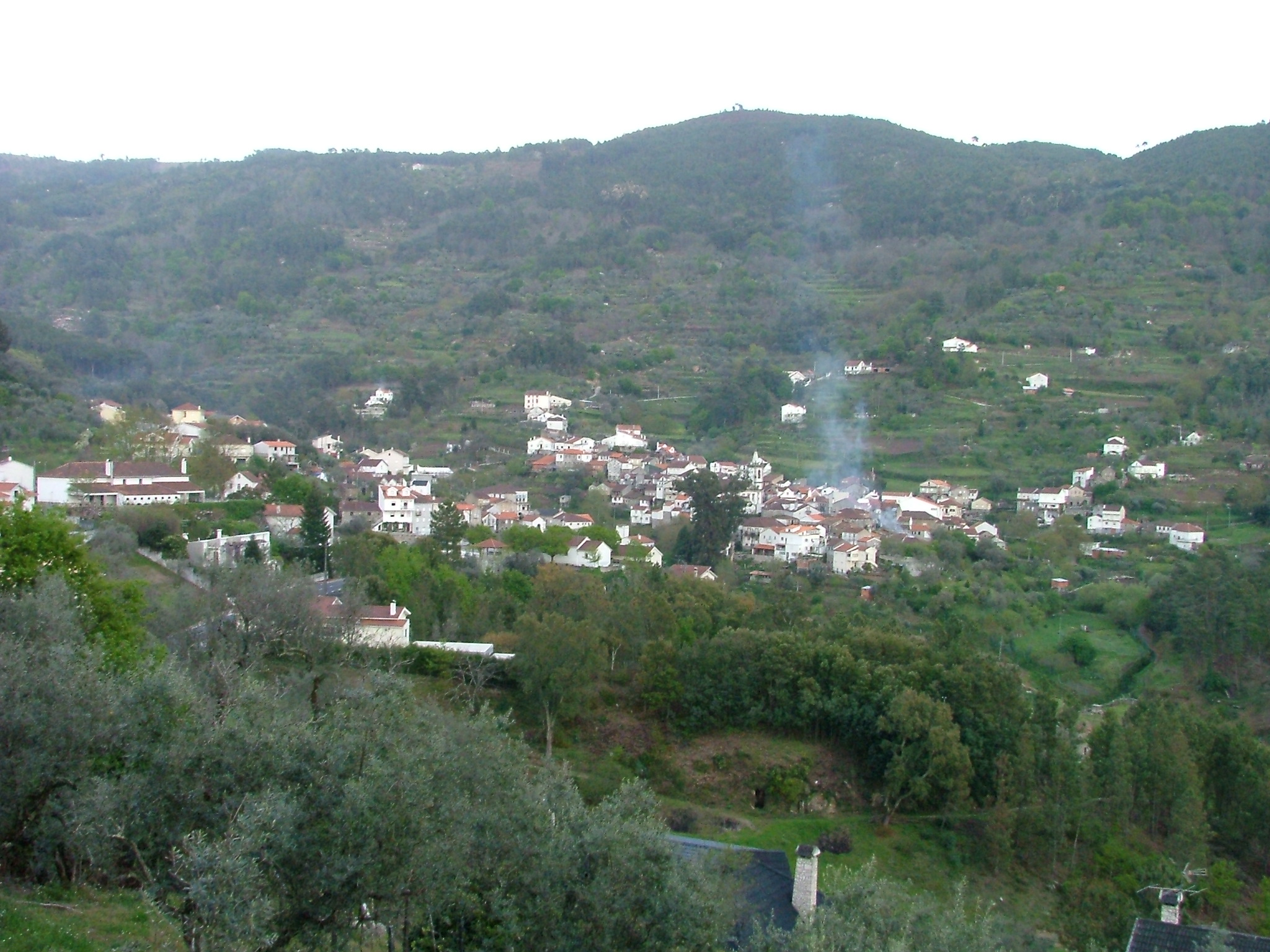
Vista geral da aldeia.
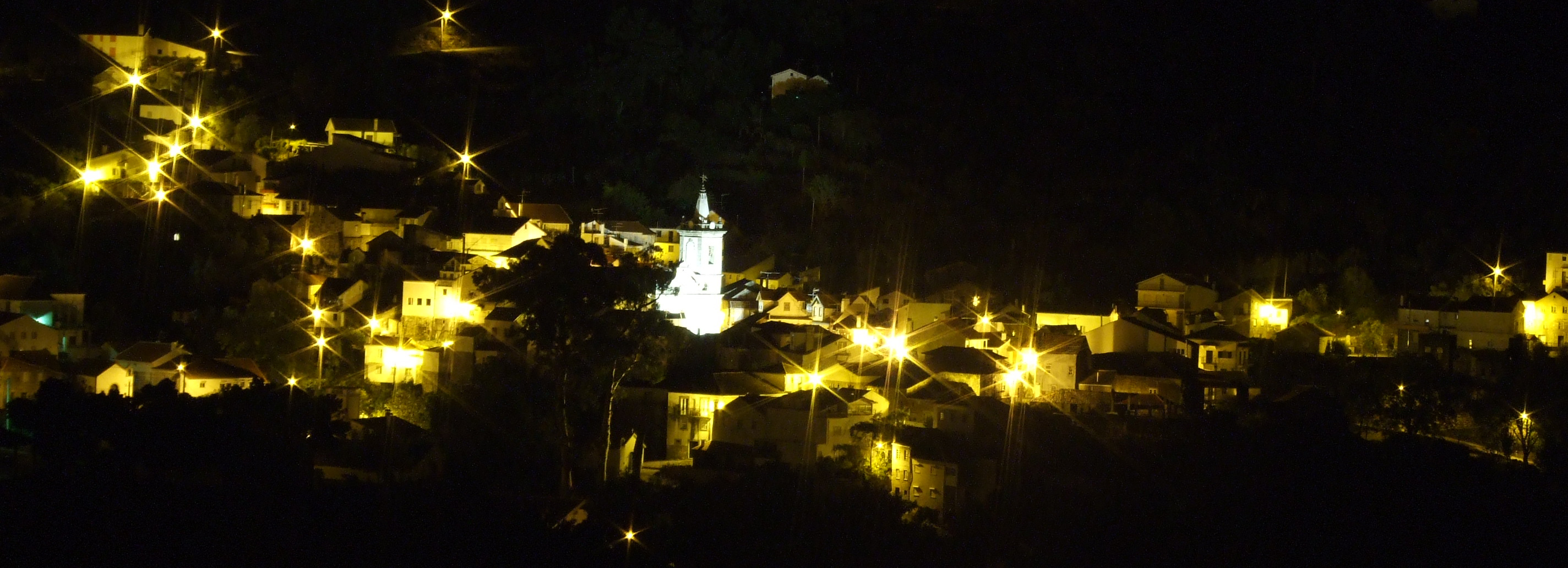
Vista nocturna da aldeia.
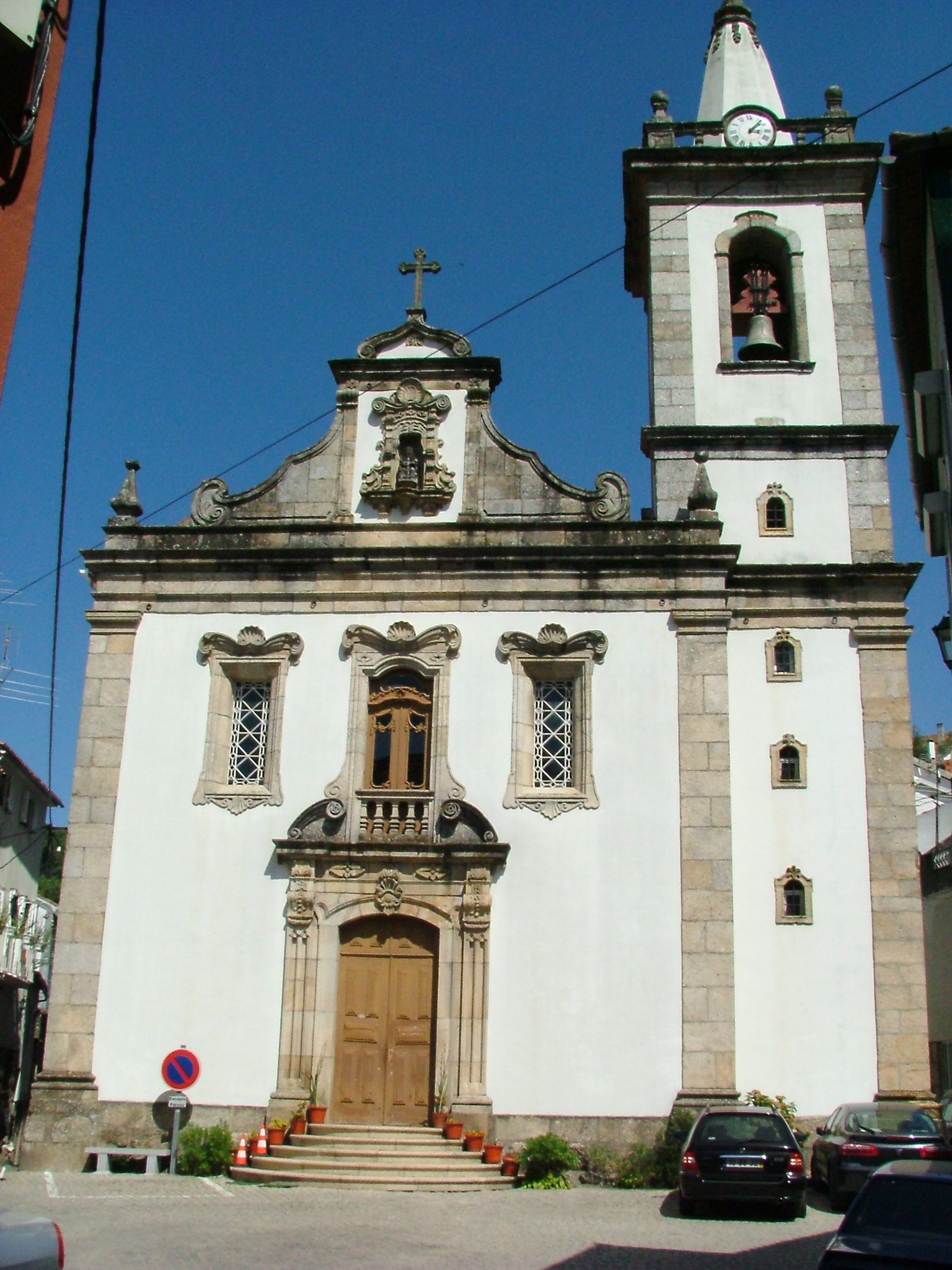
Igreja Matriz de São Gião (Fachada Principal)
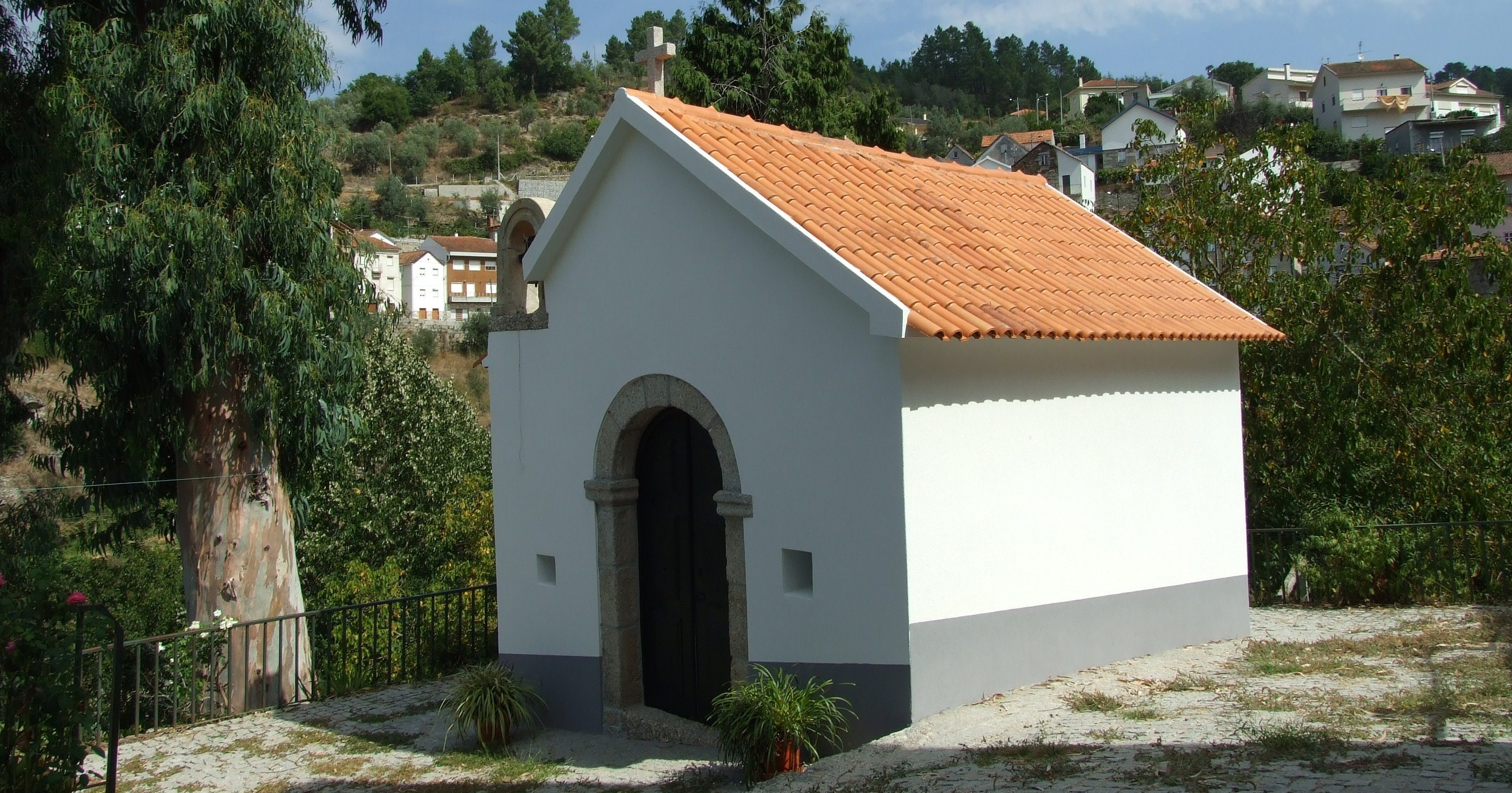
Capela da Nossa Senhora da Criação
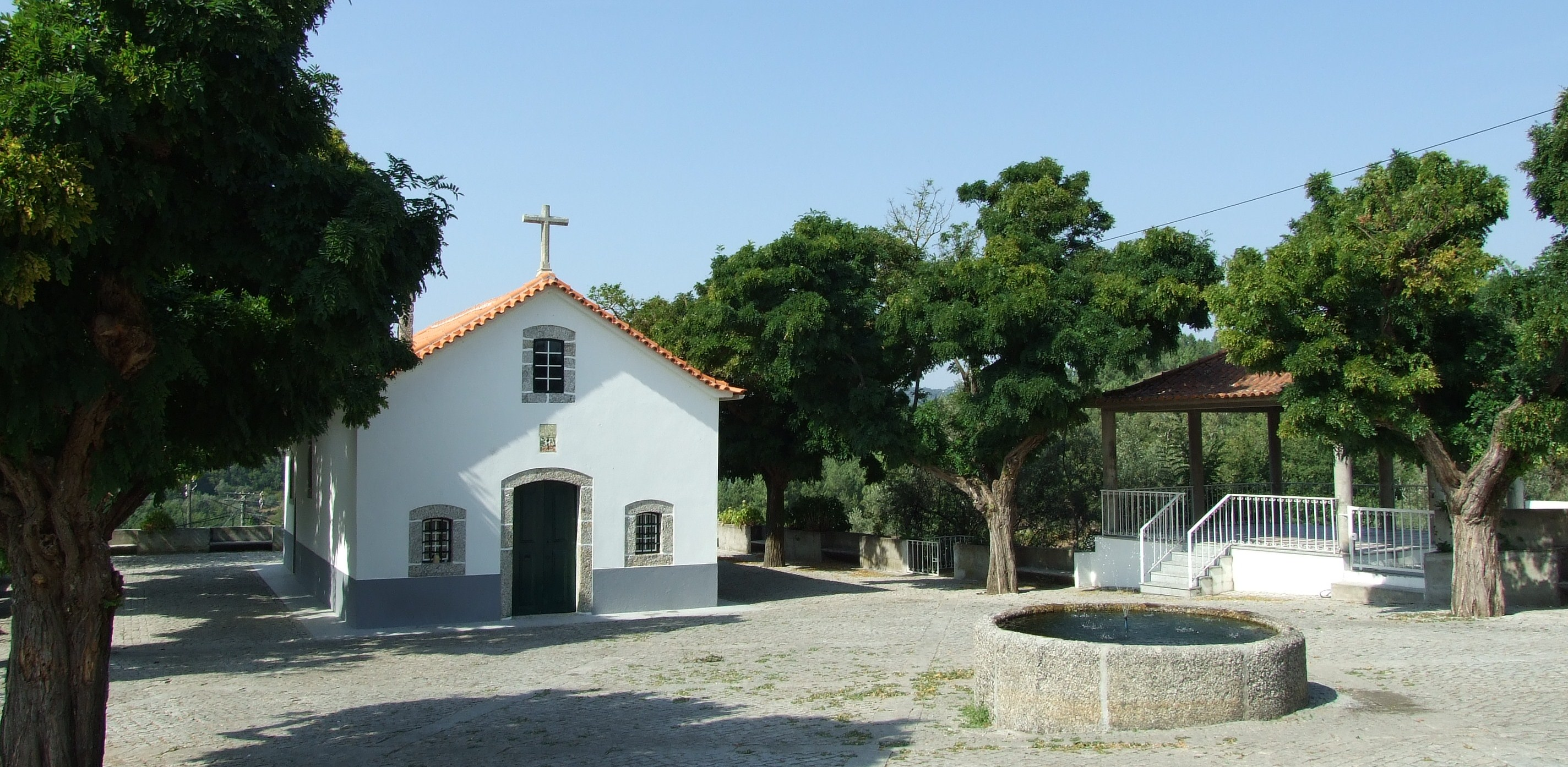
Capela do Nosso Senhor dos Aflitos
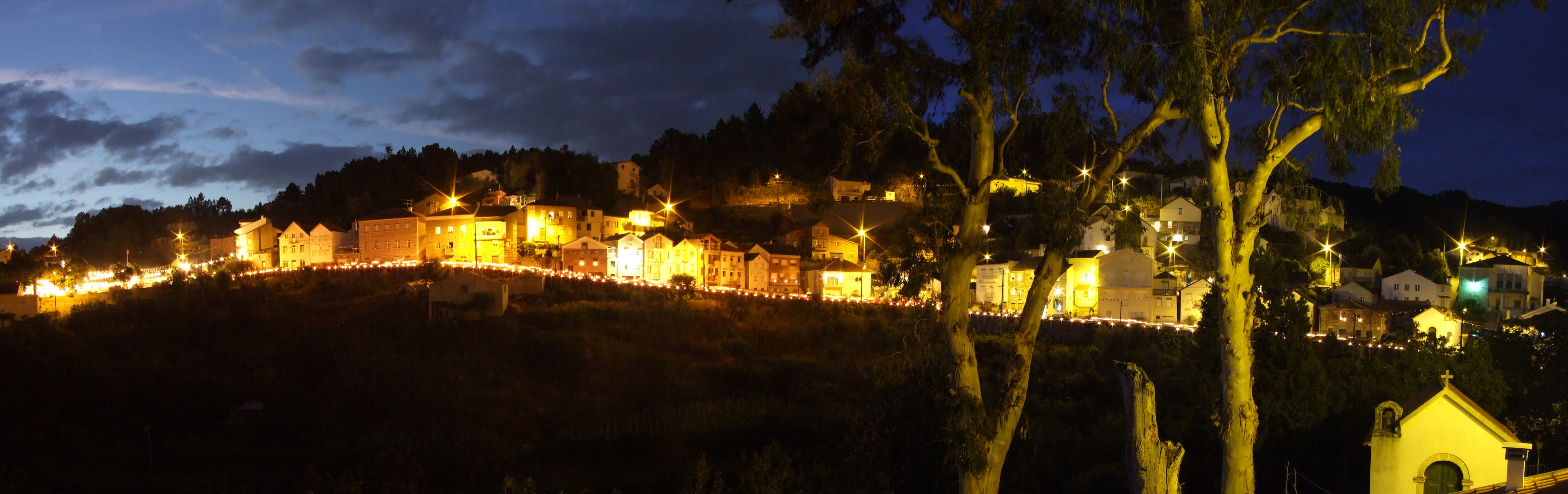
Procissão do Nosso Senhor dos Aflitos
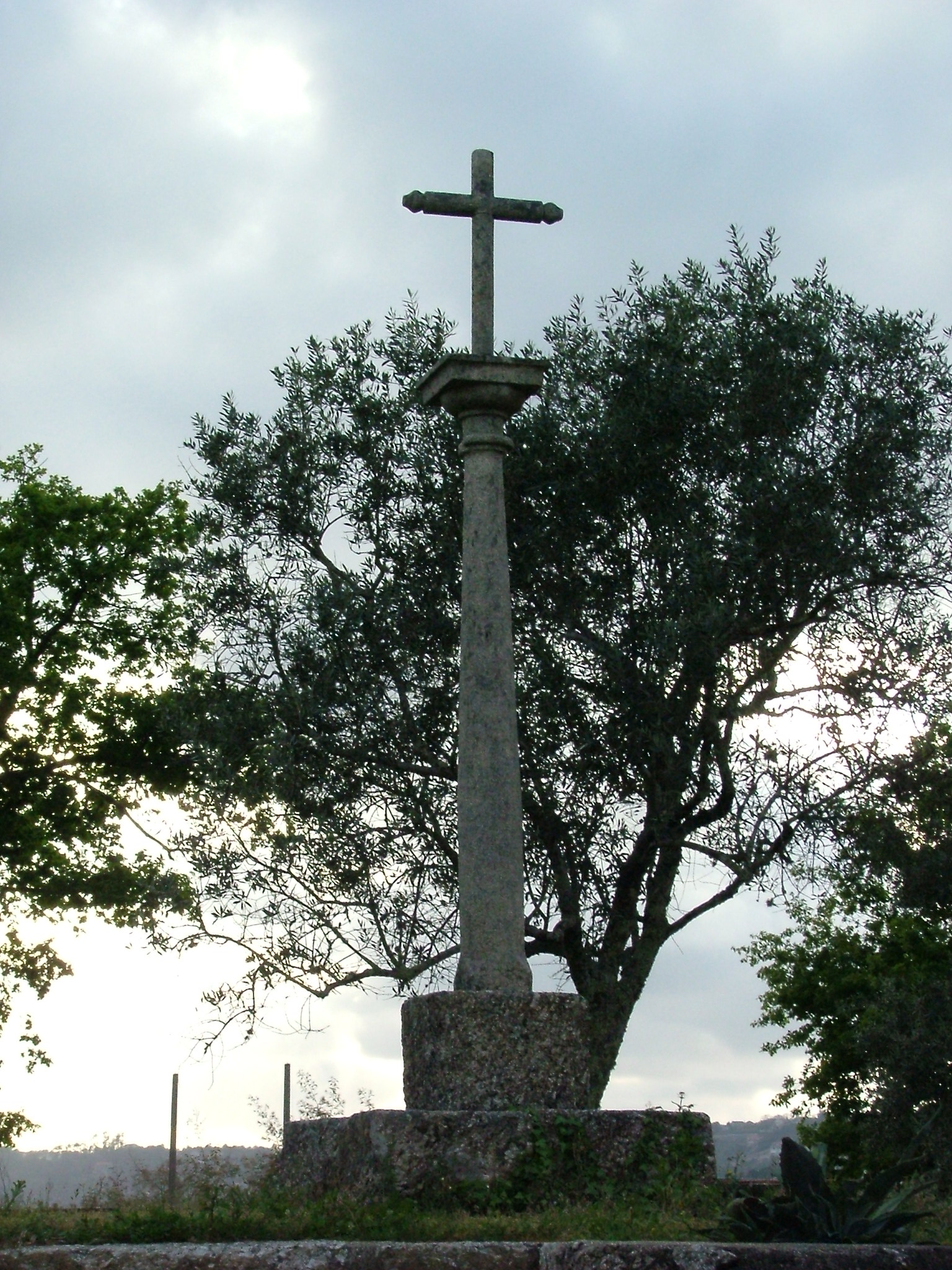
Cruzeiro do Calvário
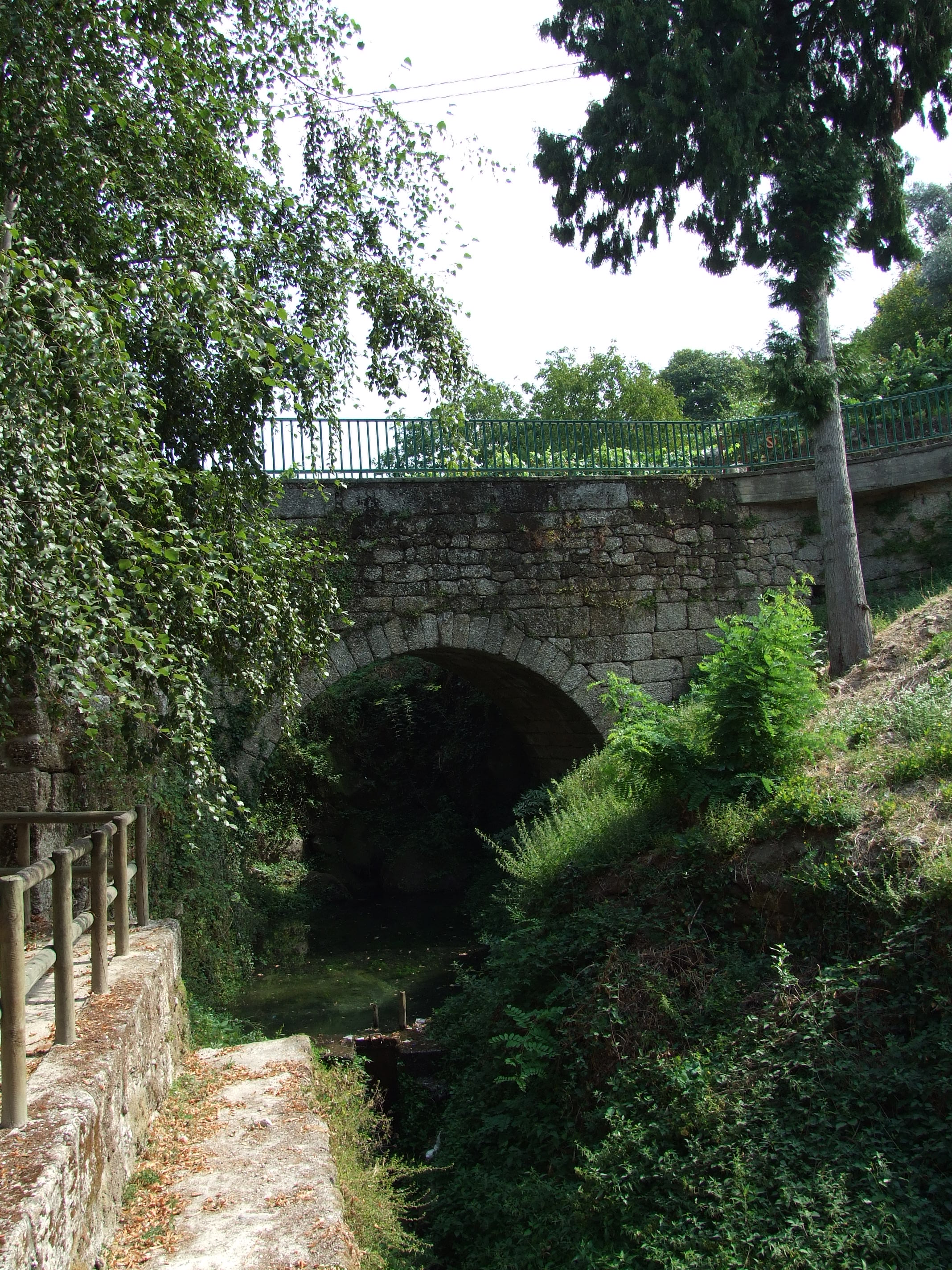
Ponte em arco, com estilo romano, sobre a barroca de S.Gião
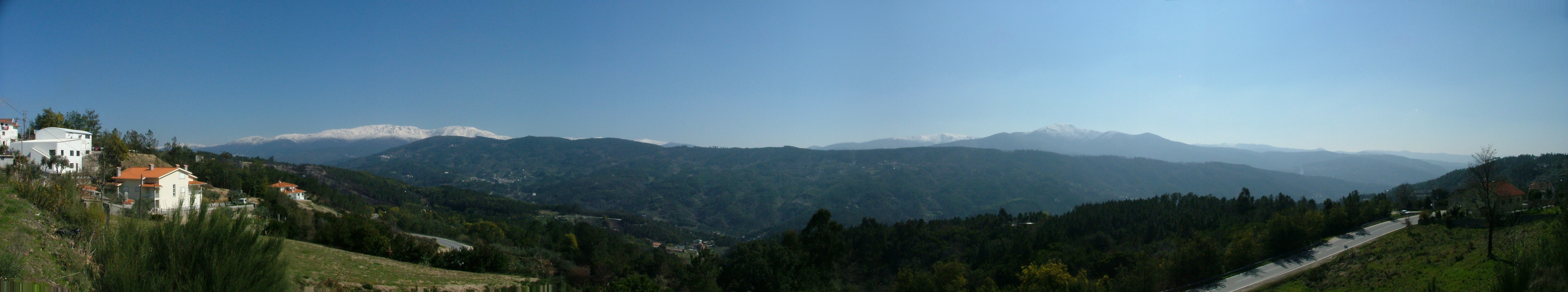
Vista Panorâmica do Vale do Alva (Com vista para S.Gião, no lado esquerdo da imagem).
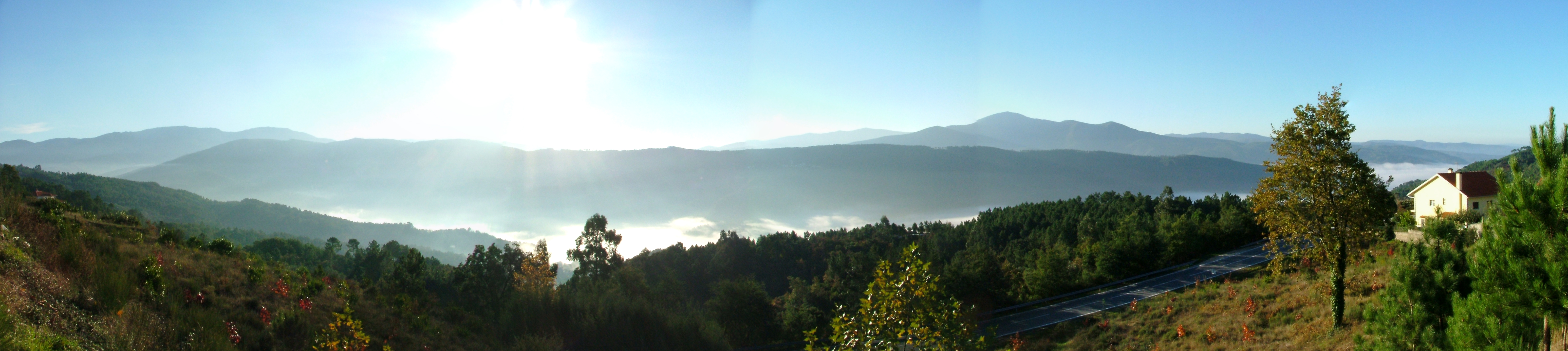
Vista Panorâmica do Vale do Alva.
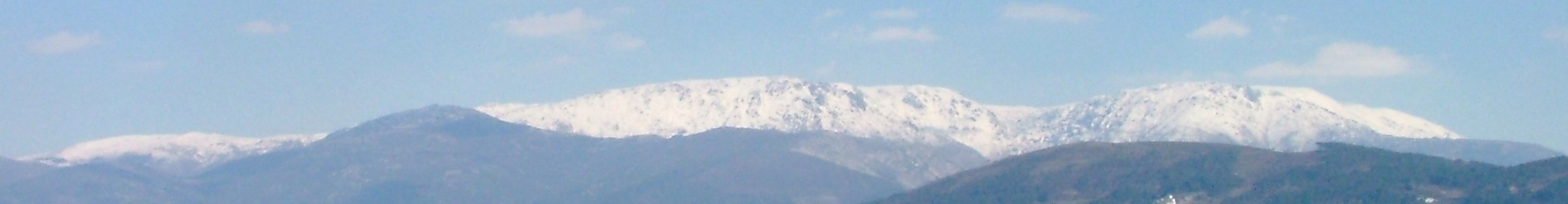
Vista sobre a vertente Sudoeste da Serra da Estrela, com o maciço central coberto por um manto de neve.
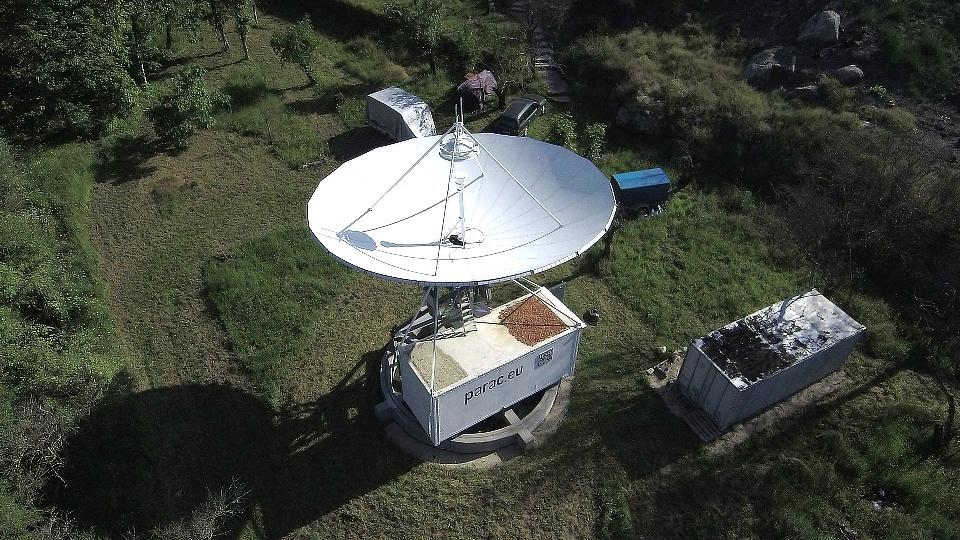
Radiotelescopio do Soito Concelho em São Gião